# Organic Cotton
Organic Cotton (engl., deutsch „Bio-Baumwolle“) ist der eingedeutschte Begriff für Baumwolle, die entsprechend den Richtlinien des ökologischen Landbaus produziert wird. Organic Cotton stammt von nicht-genetisch-modifizierten Pflanzen, die ohne Hilfe von synthetischen Chemikalien, Pestiziden oder Dünger angepflanzt und gezüchtet werden. Erlaubt sind synthetische Hilfsstoffe, die über Bio-Siegel zertifiziert sind. Bio-Baumwolle wird in subtropischen Ländern, wie zum Beispiel China, USA, Indien und der Türkei angebaut.

## Organic Cotton in Deutschland
In Deutschland stehen die Begriffe „Bio“, „Öko“ oder kbA für das Einhalten der Richtlinien des ökologischen Landbaus. Diese Begriffe garantieren nur den ökologischen Anbau der Faser, geben aber keine Auskunft über die Weiterverarbeitung. Richtlinien werden durch eine unabhängige Zertifizierungsstelle mindestens einmal im Jahr geprüft. Hierzu wird die Offenlegung betrieblicher Tätigkeiten und der Produktionsmethoden angefordert und unabhängig überprüft.

## Organic Cotton in den USA
Baumwollplantagen in den Vereinigten Staaten müssen die Richtlinien des National Organic Program (NOP) des US-Landwirtschaftsministeriums (USDA) erfüllen, um als ökologisch zu gelten. Die Schädlingsbekämpfung, der Anbau, die Düngung und der Umgang mit Bio-Kulturen werden von dieser Organisation geregelt.

## Ökologischer Fußabdruck
Baumwolle wächst auf 2,5 % der weltweiten Anbaufläche, verbraucht jedoch 10–16 % der global eingesetzten Pestizide (einschließlich Herbizide, Insektizide und Entlaubungsmittel). Der starke Einsatz von Chemikalien beim herkömmlichen Baumwollanbau schädigt die Umwelt erheblich. Die bei der Verarbeitung von Baumwolle verwendeten Chemikalien verschmutzen Luft und Oberflächengewässer. Zusätzlich sorgt der Anbau von Baumwolle für eine Verringerung der Artenvielfalt und Verschiebung des Gleichgewichts der Ökosysteme aufgrund des Einsatzes von Pestiziden.
Beim Vergleich zwischen ökologischem und konventionellem Anbau muss darauf geachtet werden, dass der Ertrag und nicht die Anbaufläche als Maßstab ausschlaggebend ist. Wie bei vielen anderen Kulturen sind in der Regel die Erträge (pro Hektar) bei ökologischem Baumwollanbau deutlich geringer als bei konventionellen Methoden. Dieses Ertragsgefälle führt dazu, dass der Wasserverbrauch für die Produktion der gleichen Menge an Baumwollfasern im direkten Vergleich zwischen biologischen und konventionellen Baumwollanbau höher sein kann. Die Produktion von Baumwolle verbraucht im Durchschnitt 11.000 Liter Wasser pro Kilo. 50 % des Wassers verdunstet ungenutzt bei der Bewässerung. Bei Organic Cotton wird der Wasserverbrauch durch effiziente Bewässerungsmethoden wie der Tröpfchenbewässerung bzw. Furchenbewässerung reduziert. Durch die Benutzung von wasserschonenden Standorten und effizienteren Bewässerungsmethoden kann der Wasserverbrauch um bis zu 40 % gedrosselt werden.

## Pestizide
Wenn Organic Cotton vom ökologischen Landbau zertifiziert ist, wird sie ohne synthetische Pestizide angebaut. Im Vergleich dazu kann konventionelle Baumwolle mit einer Reihe synthetischer Pestizide angebaut werden. Felder, die von konventioneller auf Bio-Baumwolle umgestellt werden, müssen getestet werden, um sicherzustellen, dass keine Pestizidrückstände zurückbleiben, wobei eine Übergangszeit von zwei bis drei Jahren vorgesehen ist.
In einigen Fällen sind die Unternehmen dazu übergegangen, die Fasern oder Stoffe selbst auf Pestizidrückstände zu testen, um sicherzustellen, dass die Landwirte oder landwirtschaftlichen Genossenschaften nicht betrügen. Der Einsatz von Insektiziden, Herbiziden, Düngemitteln und Wasser ist in konventionellen Systemen als direkte Folge der weit verbreiteten Einführung von gentechnisch veränderter Baumwolle zurückgegangen, die derzeit über 95 % der in den USA angebauten Baumwolle ausmacht. Die Bio-Zertifizierung verbietet die Verwendung von gentechnisch veränderten Sorten.

## Weltweite Verbreitung
Bio-Baumwolle macht nur 1–2 % der weltweiten Baumwollproduktion aus und wird derzeit in vielen Ländern angebaut. Die größten Produzenten (Stand 2017) sind Indien (51 %), China (19 %), die Türkei (7 %) und Kirgisistan (7 %). In Afrika wird in mindestens 8 Ländern Bio-Baumwolle produziert. Der erste Erzeuger (1990) war die SEKEM-Organisation in Ägypten; die beteiligten Landwirte überzeugten später die ägyptische Regierung, 400 000 Hektar konventionellen Baumwollanbaus auf integrierte Methoden umzustellen, wodurch der Einsatz synthetischer Pestizide in Ägypten um 90 % reduziert und die Erträge um 30 % gesteigert werden konnten. 2007 wurden 265.517 Ballen Bio-Baumwolle in 24 Ländern produziert und die weltweite Produktion stieg jährlich um mehr als 50 %. Im Erntejahr 2016/2017 erreichte die globale Jahresproduktion 3,2 Millionen Tonnen.